# Eric Nunez
Eric Nunez (* 9. April 1982 in Saint Petersburg, Florida) ist ein ehemaliger US-amerikanischer Tennisspieler.

## Karriere
Eric Nunez spielte bis 2000 auf der ITF Junior Tour und nahm dort auch an einigen Turnieren der höchsten Kategorie teil, wo er jedoch wenig Erfolg hatte. In der Rangliste konnte er mit Platz 99 sein bestes Ergebnis erreichen.
Nach seiner Juniorenlaufbahn begann er ab 2001 häufiger bei den Profis zu spielen. In diesem Jahr gewann er im Einzel das erste Mal ein Turnier der drittklassigen ITF Future Tour, Ende 2002 schaffte er es in die Top 500 der Tennisweltrangliste. Im Doppel erreichte er ein ebenso gutes Niveau: 2002 kam er schon zu seinem zweiten Finaleinzug auf der höherdotierten ATP Challenger Tour und konnte im zweiten Anlauf in North Miami Beach auch seinen ersten Titel auf diesem Niveau gewinnen. 2004 kam er jeweils zu einem weiteren Future-Titel. Den einzigen Auftritt seiner Karriere auf der ATP Tour hatte Nunez Anfang 2005 beim Turnier in Delray Beach, als er in der ersten Runde dem Dänen Kenneth Carlsen unterlag.
Das erfolgreichste Jahr erlebte Nunez 2006. Nachdem er 2005 seinen letzten beiden Titel im Future in der Einzelkonkurrenz gewonnen hatte, stand er Anfang des Jahres auf Platz 364 der Weltrangliste. Viermal – in São Paulo, Bogotá, New Orleans und Nashville – konnte er dann das Halbfinale auf der Challenger Tour erreichen, wodurch er im November mit Platz 199 seinen Karrierebestwert erreichte. Im Doppel kam er zur selben Zeit auf seinen Bestwert von Platz 178, nachdem er drei Challenger-Finals erreicht und davon eines, in Manta, gewonnen hatte. Bis zum Ende seiner Karriere 2011 hielt er sich im Doppel weiterhin in den Top 500. 2008 und 2010 konnte er noch je einen Challenger-Titel gewinnen. Im Einzel stand er 2008 noch zweimal in einem Challenger-Halbfinale, ehe er in der Weltrangliste stetig Plätze verlor.
Nach seiner Karriere nahm Nunez 2012 eine Stelle der USTA als Nachwuchstrainer an.

## Erfolge
| Legende (Anzahl der Siege)  |
| Grand Slam                  |
| ATP World Tour Finals       |
| ATP World Tour Masters 1000 |
| ATP World Tour 500          |
| ATP World Tour 250          |
| ATP Challenger Tour (4)     |

### Doppel

#### Turniersiege
| Nr. | Datum             | Turnier           | Belag     | Partner           | Finalgegner                         | Ergebnis       |
| --- | ----------------- | ----------------- | --------- | ----------------- | ----------------------------------- | -------------- |
| 1.  | 17. März 2002     | North Miami Beach | Hartplatz | Graydon Oliver    | Ota Fukárek Jim Thomas              | 3:6, 7:65, 7:5 |
| 2.  | 20. August 2006   | Manta             | Hartplatz | Jean-Julien Rojer | Nicholas Monroe Horia Tecău         | 6:3, 6:2       |
| 3.  | 22. November 2008 | Puebla            | Hartplatz | Nicholas Monroe   | Daniel Garza Santiago González      | 4:6, 6:3, 10:6 |
| 4.  | 10. Oktober 2010  | Quito             | Sand      | Daniel Garza      | Alejandro González Carlos Salamanca | 7:5, 6:4       |